# 천북초등학교 장은분교
천북초등학교 장은분교는 대한민국 충청남도 보령시 천북면 장은리 420-5에 있었던 공립 초등학교이다.

## 연혁
- 1967.06.01 천북국민학교 장은분실 개교
- 1968.03.01 천북국민학교 장은분교장
- 1970.03.01 장은국민학교 승격
- 1979.01.01 문교부지정 급식시범학교
- 1979.03.01 7학급 편성
- 1986.01.01 농어촌 급식학교로 전환
- 1986.01.01 벽지학교 인가
- 1985.03.05 병설유치원 개원
- 1990.01.01 농촌형에서 벽지형 급식학교로 인가
- 1994.03.01 천북국민학교 장은분교장 격하
- 1996.03.01 천북초등학교 장은분교로 개칭
- 1999.03.01 천북초등학교로 통폐합